# Prix des quatre libertés de Roosevelt

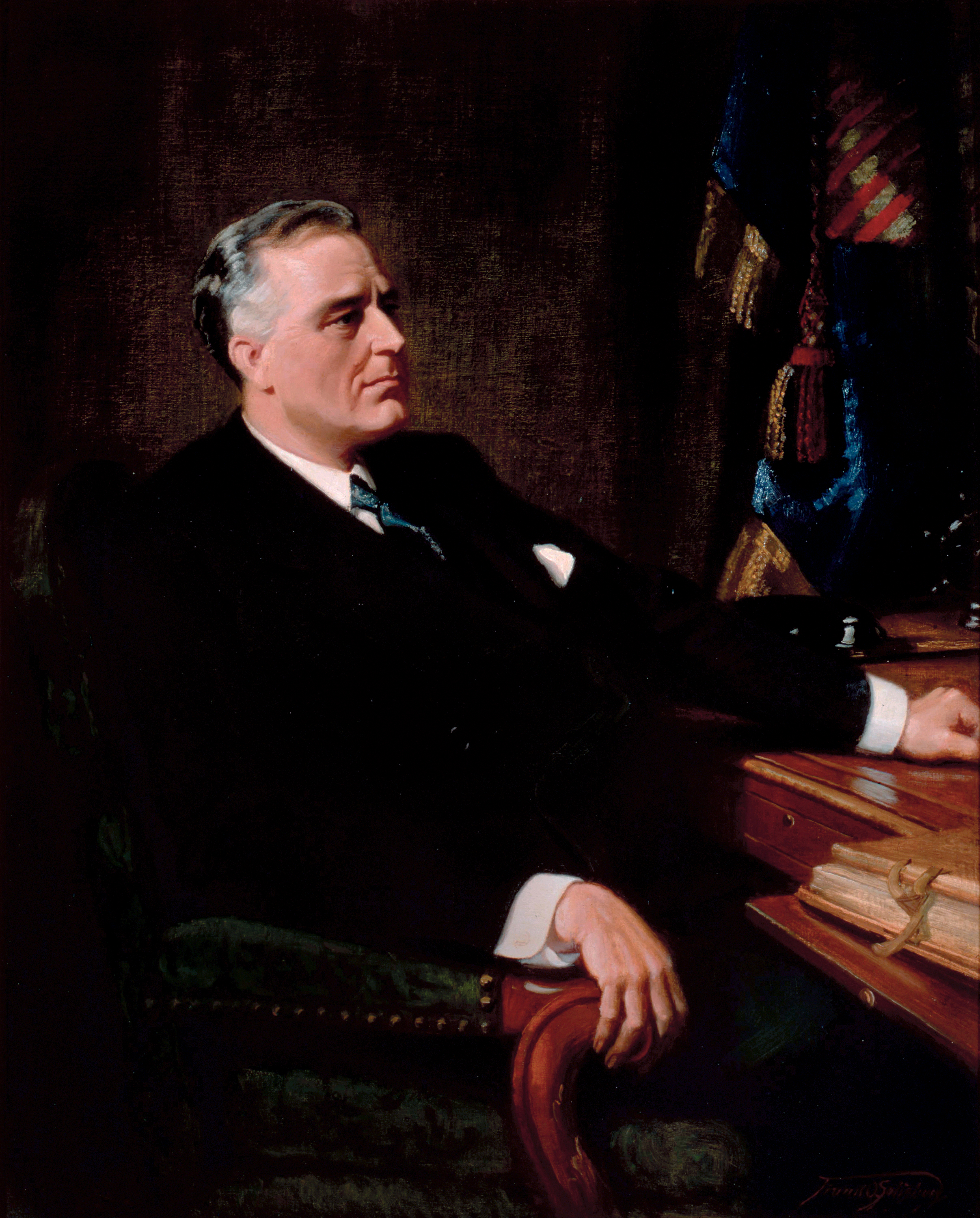
Le Président Franklin Delano Roosevelt, peint par, 1947

Le prix des quatre libertés de Roosevelt (Four Freedoms Award) est une distinction décernée annuellement à des hommes et femmes dont les accomplissements ont démontré un engagement envers les principes et les quatre libertés que le président Franklin Delano Roosevelt a proclamés dans son discours historique devant le Congrès le 6 janvier 1941, comme essentiels à la démocratie : la liberté d'expression, liberté de religion, être à l'abri du besoin, être à l'abri de la peur. 
La remise du prix est organisée un an sur deux à New York, à l'Institut Franklin et Eleanor Roosevelt et à Middelbourg aux Pays-Bas, au Roosevelt Stichting (en).

## Historique
Les prix sont décernés pour la première fois en 1982 à l'occasion du centenaire de la naissance du Président Roosevelt et du bicentenaire des relations diplomatiques entre les États-Unis et les Pays-Bas. Ces distinctions ont été créées pour commémorer les quatre libertés mis en avant par Roosevelt dans son discours :
1. Liberté d'expression (Freedom of speech)
2. Liberté de religion (Freedom of worship)
3. Liberté d'être à l'abri du besoin (Freedom from want)
4. Liberté d'être à l'abri de la peur (Freedom from fear)

pour chacune de ces quatre libertés un prix est institué, ainsi qu'une médaille de la liberté spéciale. En 1990, 1995, 2003 et 2004 il y a également eu des prix spéciaux.
Les années impaires les prix sont décernés à des citoyens ou des institutions américains par l'Institut Franklin et Eleanor Roosevelt à New York, alors que par le passé les prix américains étaient remis à Hyde Park, New York. Les années paires, la cérémonie de remise a lieu à Middelbourg et récompense des non-américains. Le choix de Middelbourg était motivé la descendance supposée de la famille de Roosevelt de Oud-Vossemeer dans la commune de Tholen.

## Lauréats

### Médaille de la Liberté
| Année | Middelbourg                                                     | Année | Hyde Park |
| ----- | --------------------------------------------------------------- | ----- | --- |
| 1982  | Princesse Juliana des Pays-Bas                                  | 1983  | W. Averell Harriman |
| 1984  | Harold Macmillan                                                | 1985  | Claude Pepper (en) |
| 1986  | Alessandro Pertini                                              | 1987  | Thomas P. O'Neill, Jr |
| 1988  | Helmut Schmidt                                                  | 1989  | William J. Brennan, Jr. (en) |
| 1990  | Václav Havel et Jacques Delors                                  | 1991  | Thurgood Marshall |
| 1992  | Javier Pérez de Cuéllar                                         | 1993  | Cyrus Vance |
| 1994  | Dalaï-lama                                                      | 1995  | Jimmy Carter |
| 1996  | Juan Carlos Ier                                                 | 1997  | Katharine Graham |
| 1998  | Mary Robinson                                                   | 1999  | Edward M. Kennedy |

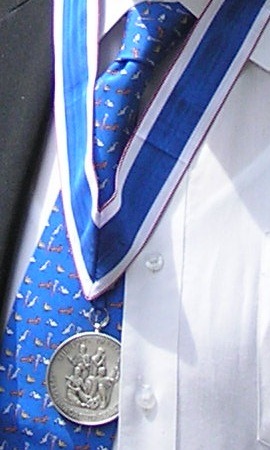
Une des médailles.

| 2000  | Martti Ahtisaari                                                | 2001  | Vétérans de la seconde Guerre Mondiale représentés par : - Richard Winters (U.S. Army) - Robert Eugene Bush (en) (U.S. Navy) - William T. Ketcham (en) (U.S. Marine Corps) - Lee A. Archer, Jr. (en) (U.S. Air Force) - Ellen Buckley (en) (U.S. Navy Nurse Corps) |
| 2002  | Nelson Mandela                                                  | 2003  | George J. Mitchell |
| 2004  | Kofi Annan                                                      | 2005  | Bill Clinton |
| 2006  | Mohamed el-Baradei                                              | 2007  | Carl Levin et Richard Lugar |
| 2008  | Richard von Weizsäcker                                          | 2009  | Hillary Clinton |
| 2010  | Cour européenne des droits de l'homme                           | 2011  | Russ Feingold |
| 2012  | Luiz Inácio Lula da Silva                                       | 2013  | Wendell Berry |
| 2014  | Mouvement international de la Croix-Rouge et du Croissant-Rouge | 2015  | Ruth Bader Ginsburg |
| 2016  | Angela Merkel                                                   | 2017  | Harry Belafonte |
| 2018  | Christiana Figueres de l'Accord de Paris sur le climat          | 2019  | Lonnie Bunch |
| 2020  | Organisation des Nations unies                                  | 2021  | Fred Korematsu |
| 2022  | Svetlana Tikhanovskaïa                                          | 2023  | |

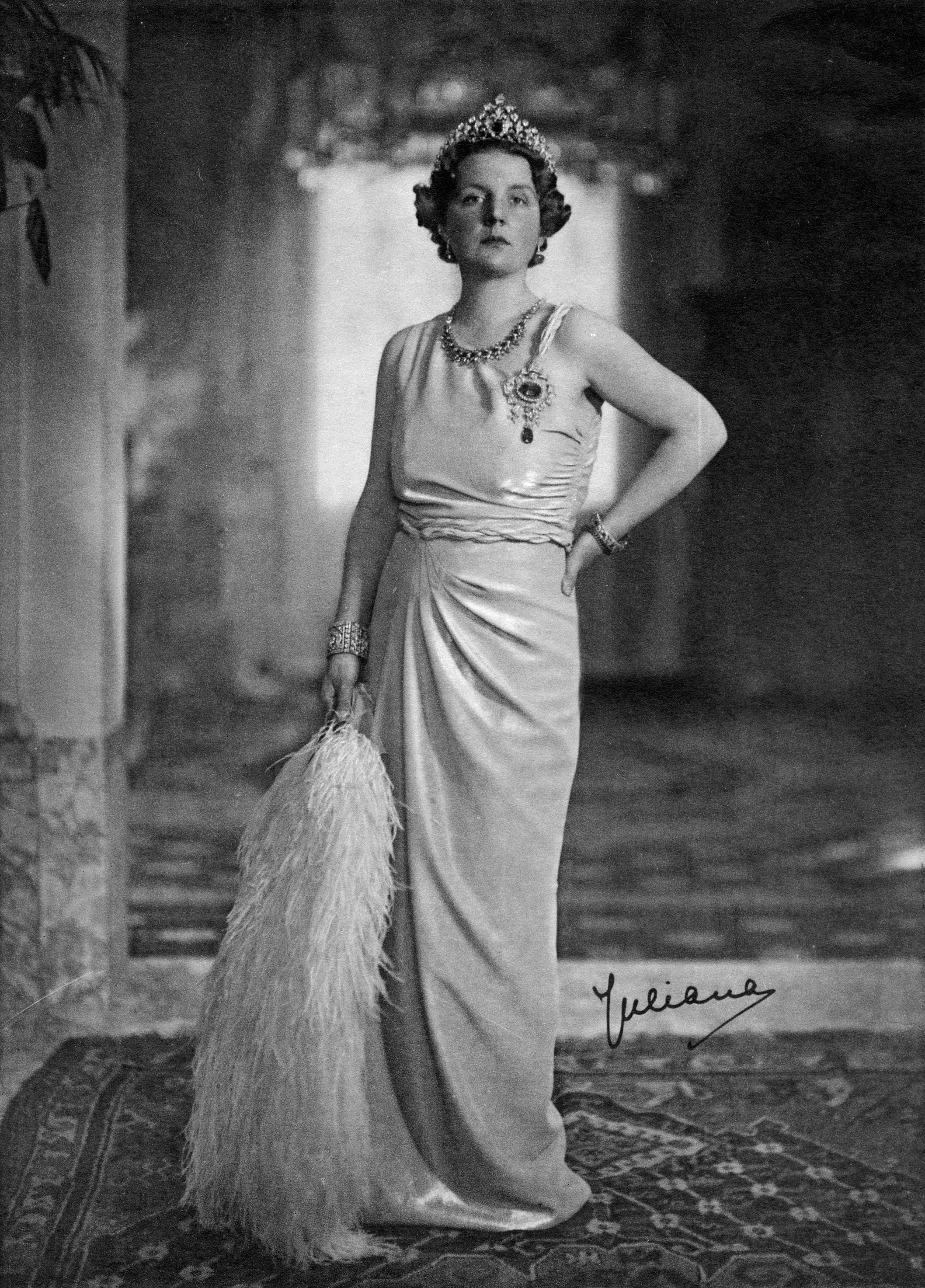
Princesse Juliana des Pays-Bas 1982
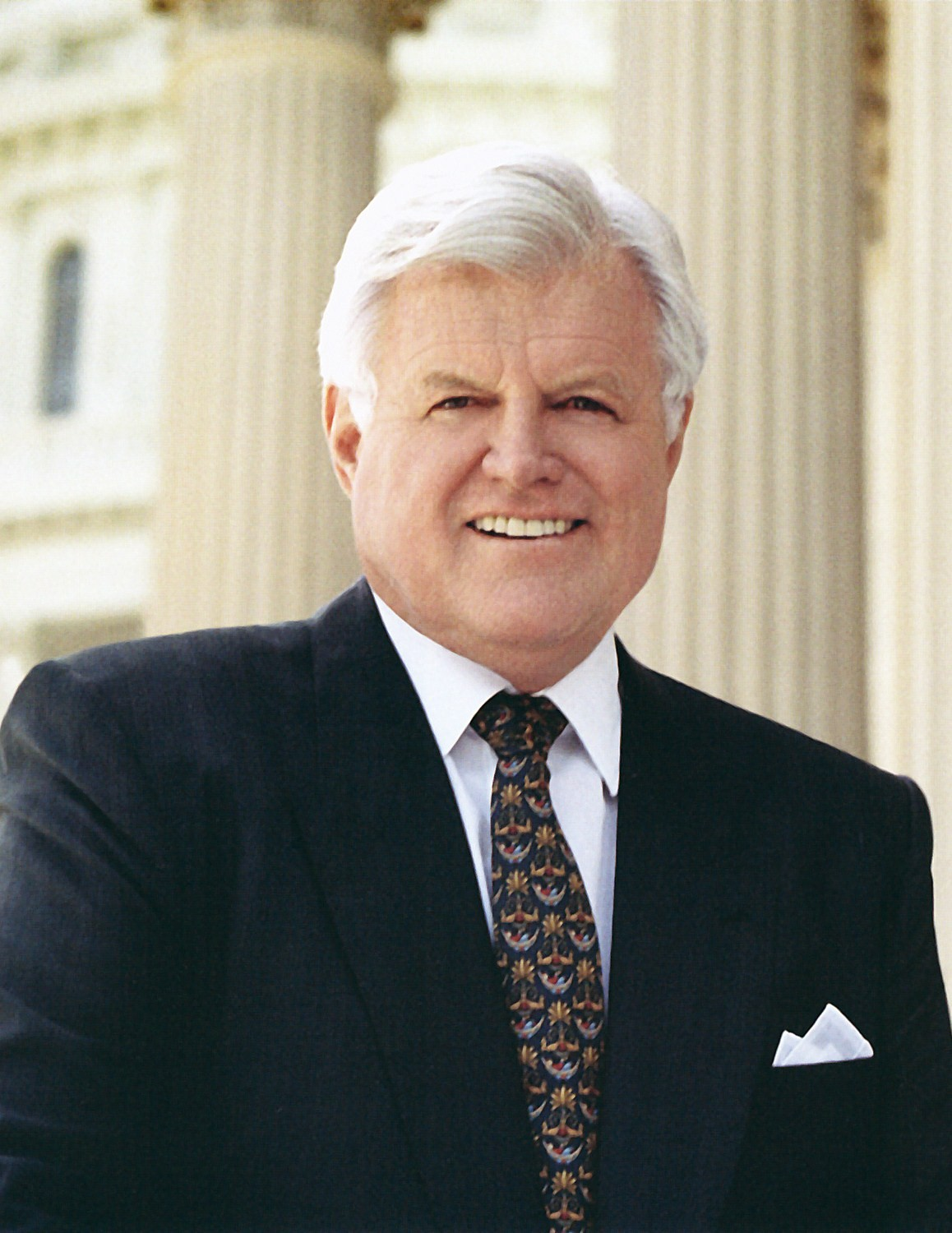
Edward M. Kennedy 1999
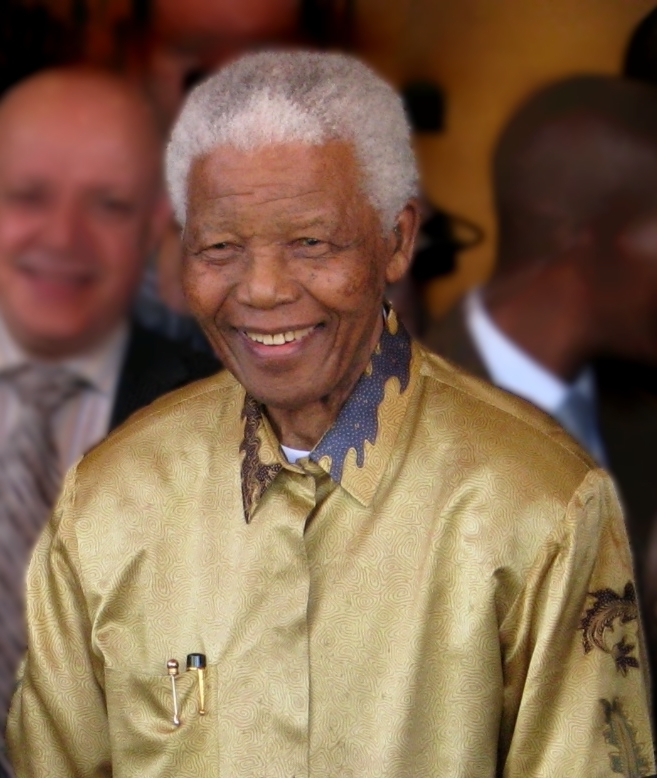
Nelson Mandela 2002
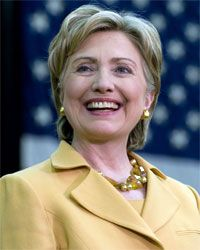
Hillary Clinton 2009
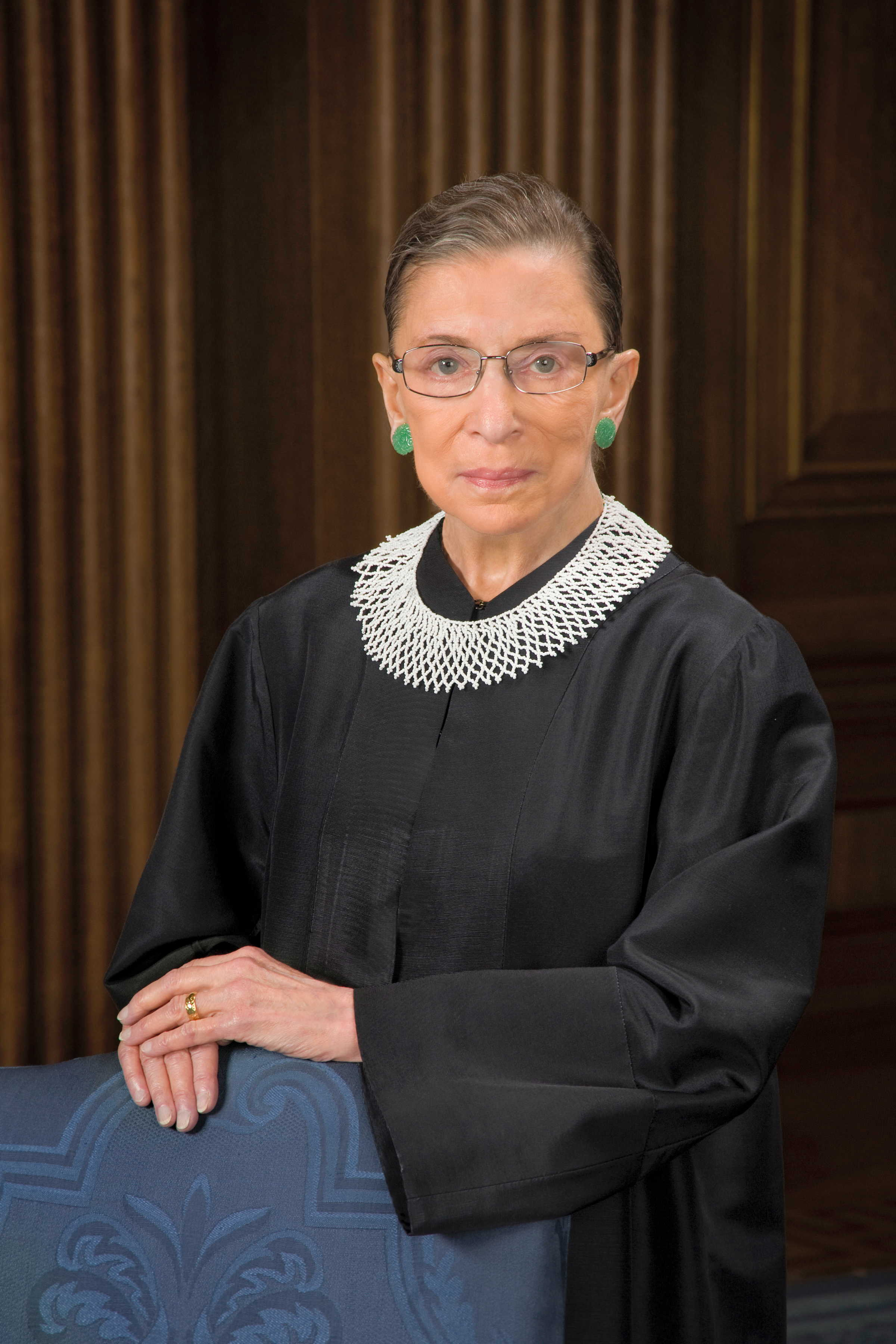
Ruth Bader Ginsburg 2015
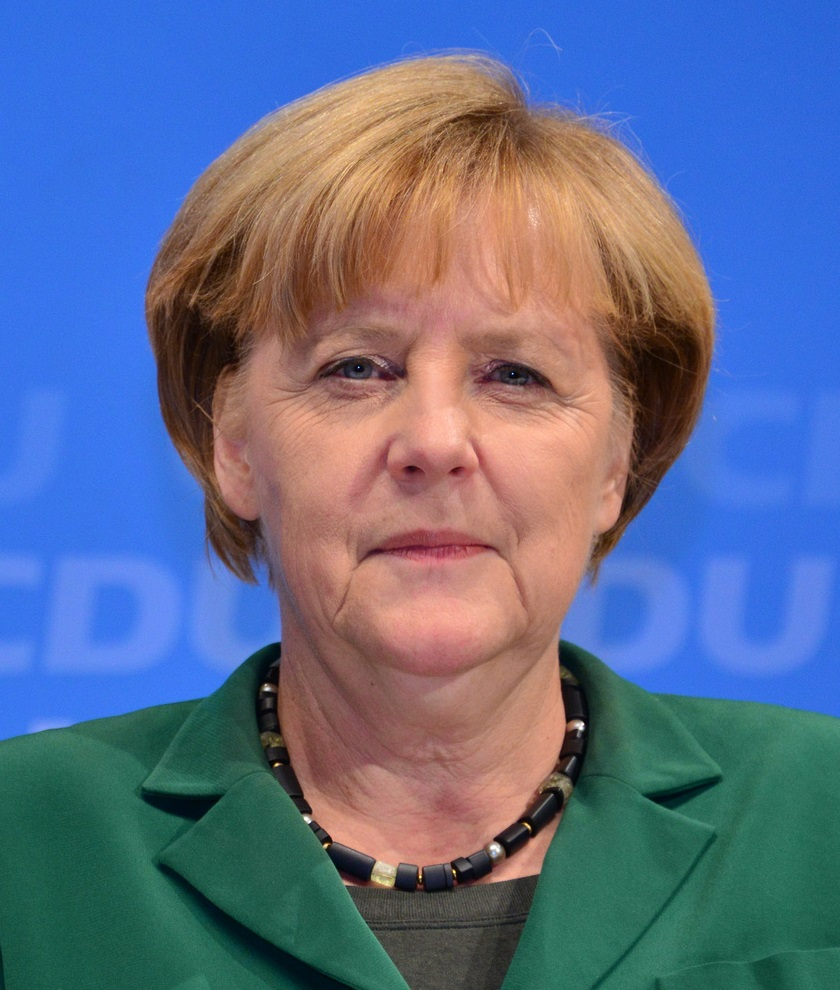
Angela Merkel 2016
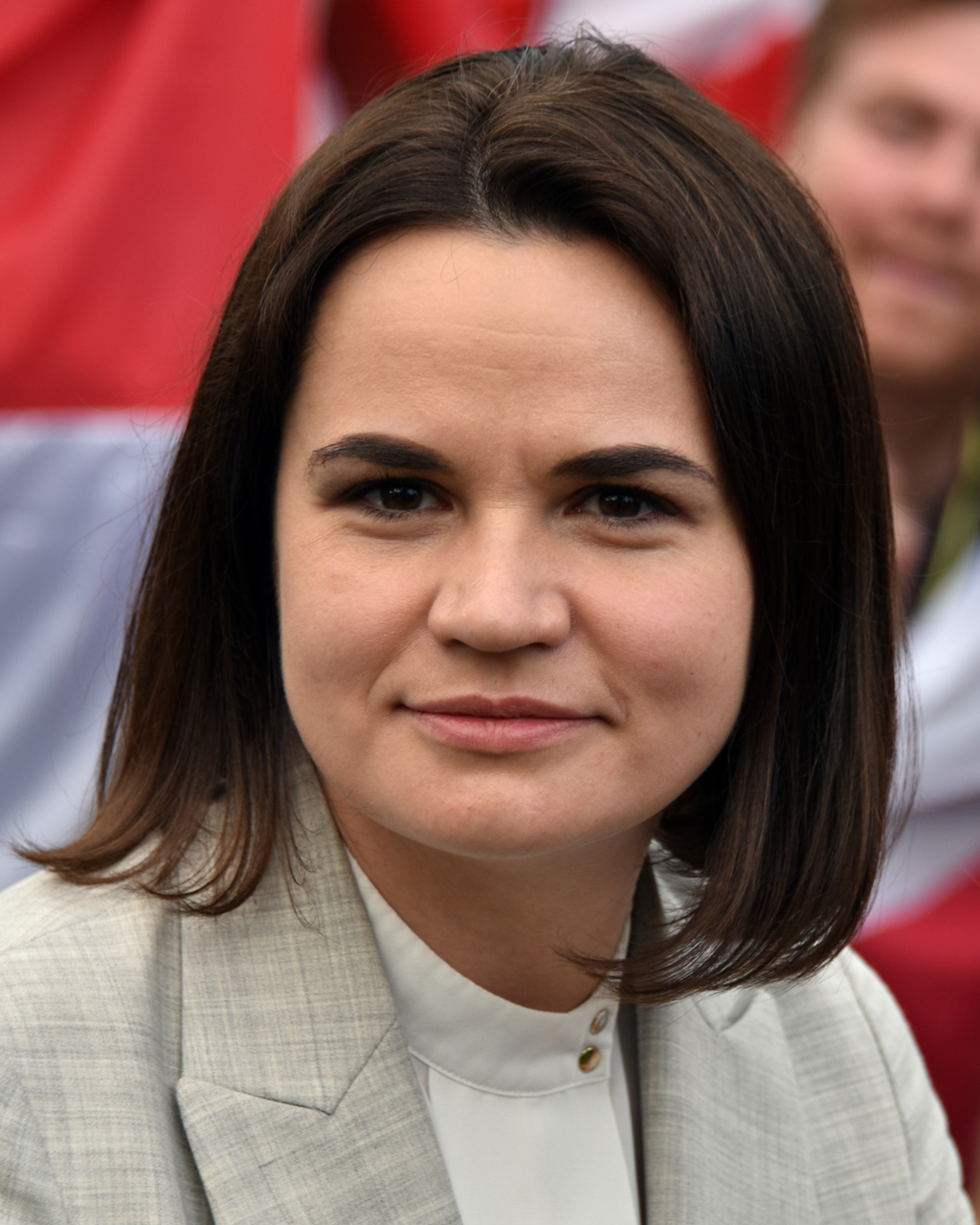
Svetlana Tikhanovskaïa 2022

### Liberté d'expression

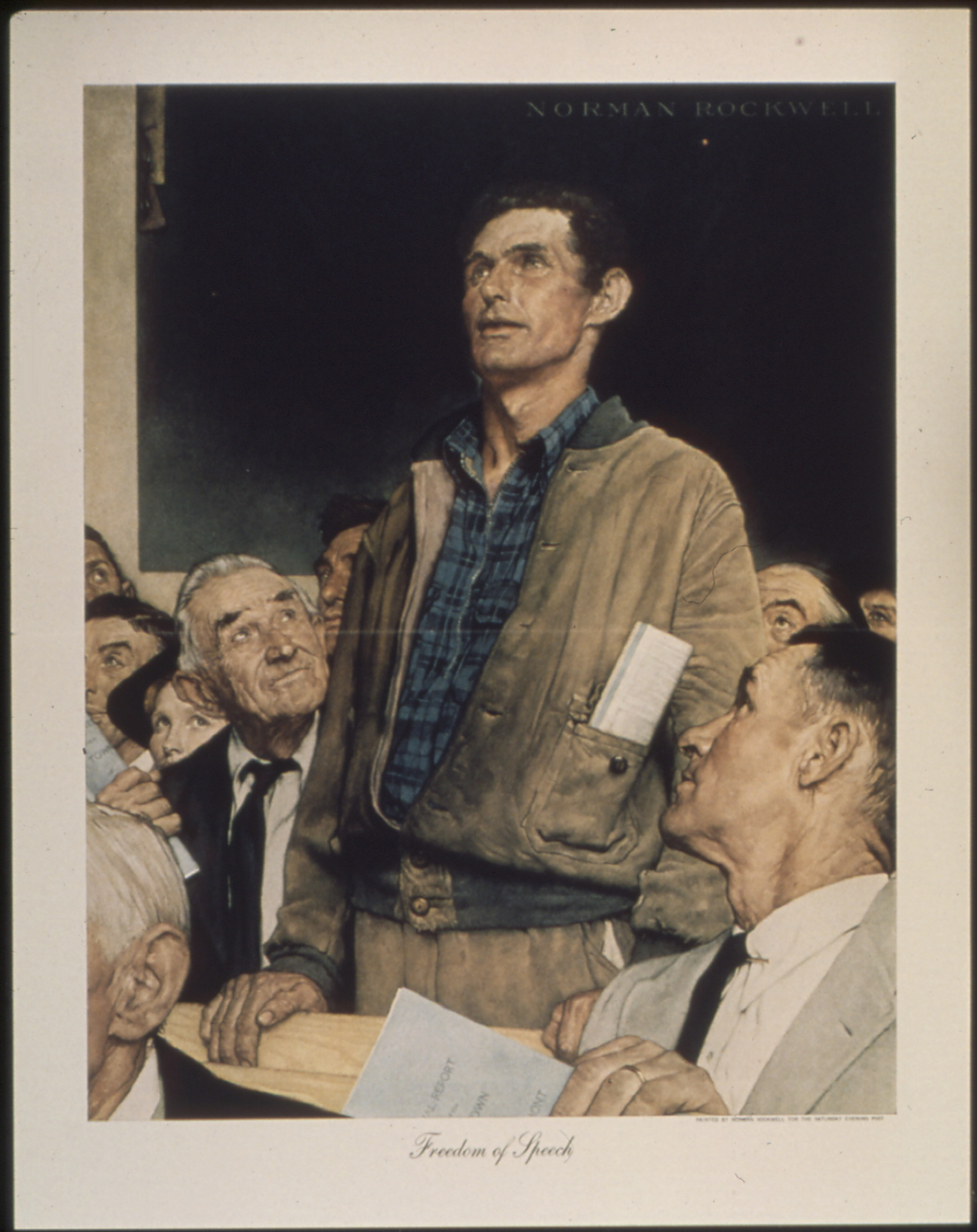
La Liberté de parole, tableau de Norman Rockwell, 1943.

La première est la liberté de parole et d'expression — partout dans le monde.

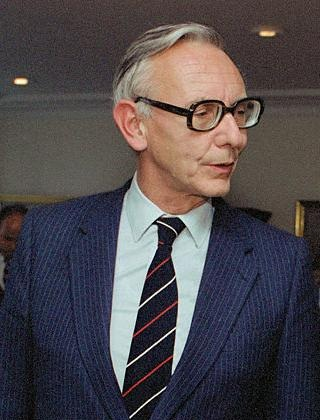
Max van der Stoel 1982
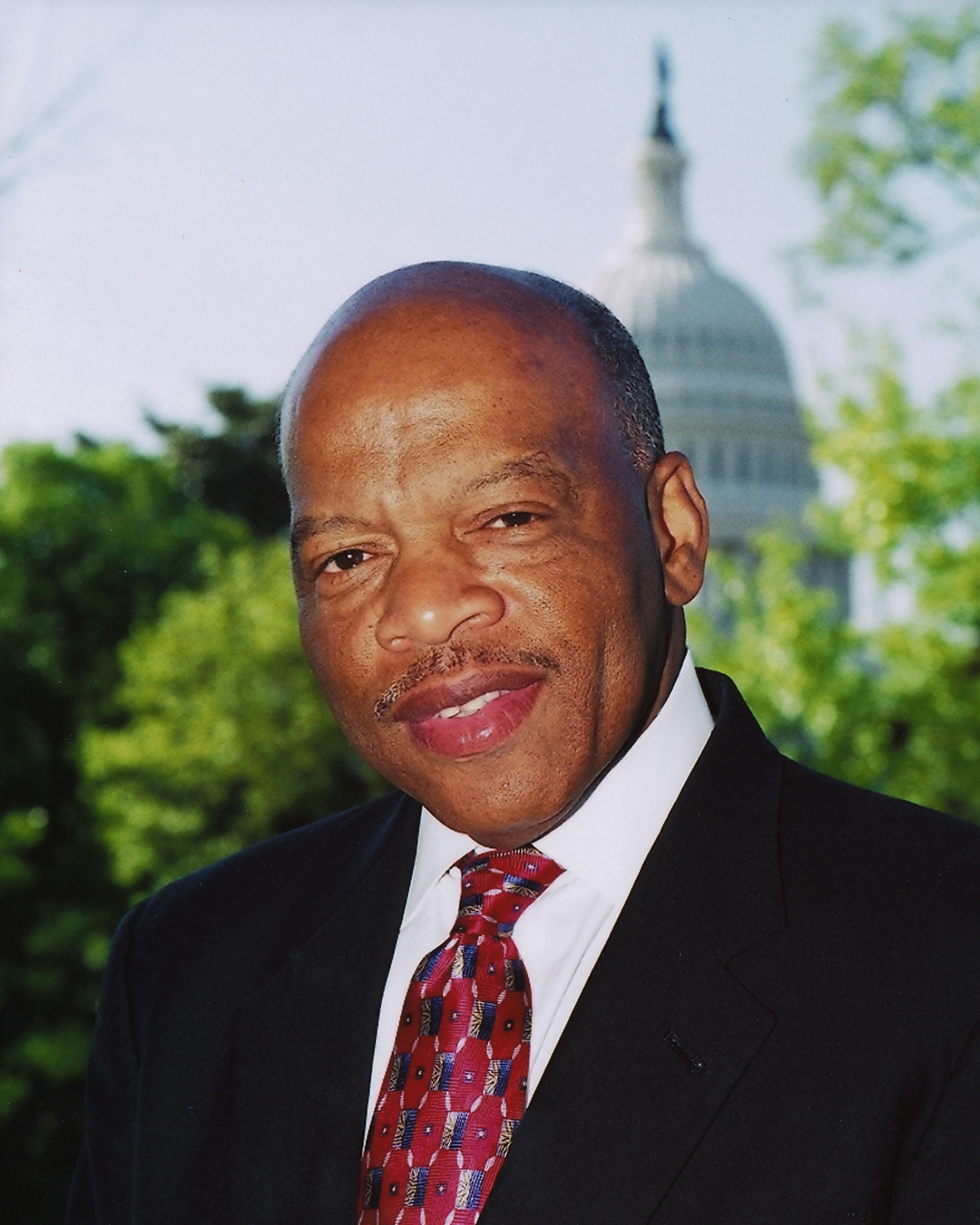
J. Lewis 1999

Roosevelt, 6 janvier 1941
| Année | Middelbourg            | Année | Hyde Park                                        |
| ----- | ---------------------- | ----- | ------------------------------------------------ |
| 1982  | Max van der Stoel      | 1983  | Joseph L. Rauh, Jr. (en)                         |
| 1984  | Amnesty International  | 1985  | Kenneth B. Clark                                 |
| 1986  | El País                | 1987  | Herbert Block                                    |
| 1988  | Ellen Johnson Sirleaf  | 1989  | Walter Cronkite                                  |
| 1990  | Non décerné            | 1991  | James Reston                                     |
| 1992  | Mstislav Rostropovitch | 1993  | Arthur Miller                                    |
| 1994  | Marion von Dönhoff     | 1995  | Mary McGrory (en)                                |
| 1996  | John Hume              | 1997  | Sidney R. Yates (en)                             |
| 1998  | CNN                    | 1999  | John Lewis                                       |
| 2000  | Bronisław Geremek      | 2001  | The New York Times et la famille Ochs/Sulzberger |
| 2002  | Radio Free Europe      | 2003  | Studs Terkel                                     |
| 2004  | Lennart Meri           | 2005  | Tom Brokaw                                       |
| 2006  | Carlos Fuentes         | 2007  | Bill Moyers (en)                                 |
| 2008  | Lakhdar Brahimi        | 2009  | Anthony Romero (en)                              |
| 2010  | Novaïa Gazeta          | 2011  | Michael J. Copps (en)                            |
| 2012  | Al Jazeera             | 2013  | Paul Krugman                                     |
| 2014  | Maryam Durani          | 2015  | Arthur Mitchell                                  |
| 2016  | Mazen Darwish          | 2017  | Dan Rather                                       |
| 2018  | Erol Önderoğlu         | 2019  | The Boston Globe                                 |
| 2020  | Maria Ressa            | 2021  | Nikole Hannah-Jones                              |
| 2022  | Mai Khôi               | 2023  |                                                  |

- Max van der Stoel
1982
- J. Lewis
1999

### Liberté de religion

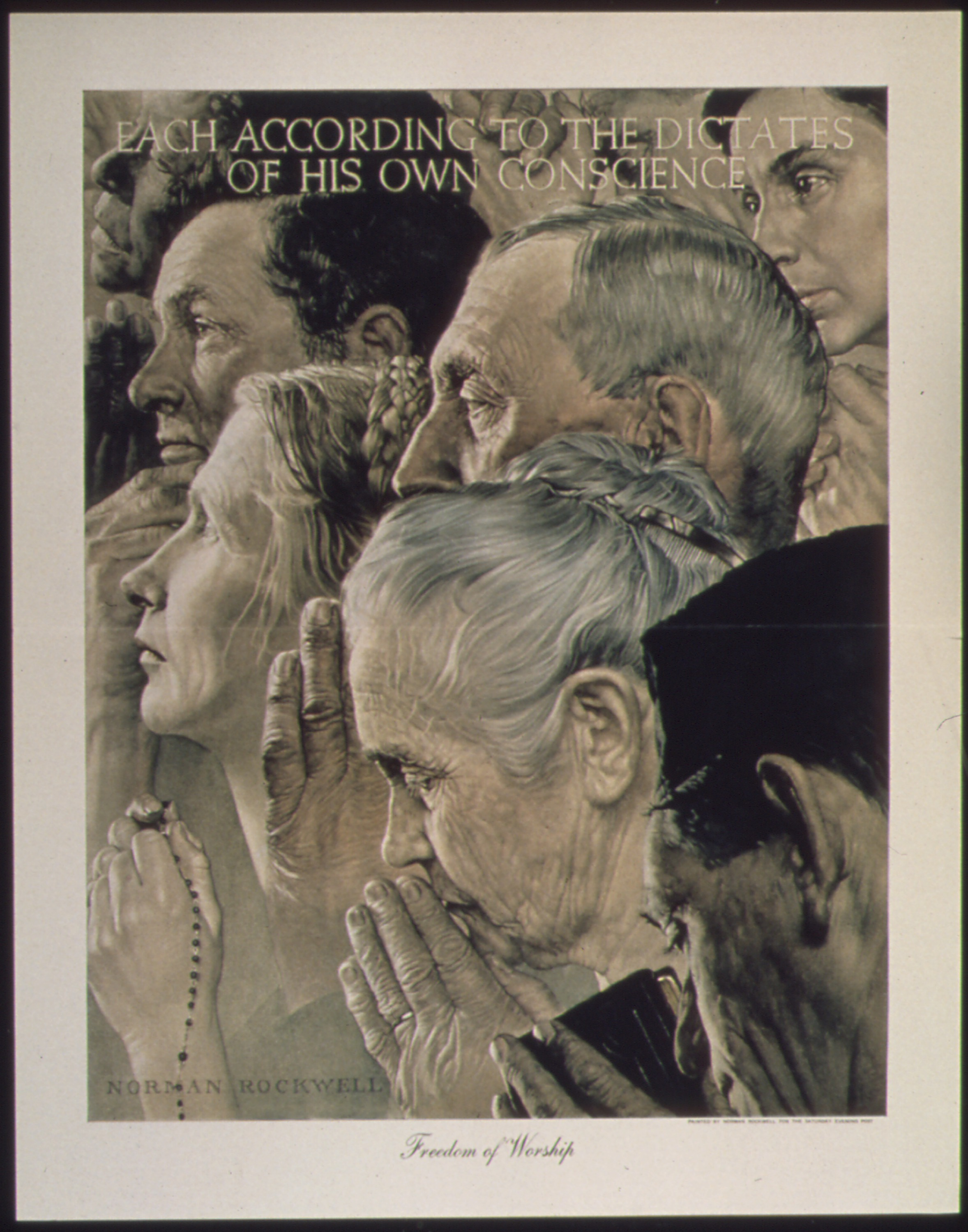
La Liberté de culte, tableau de Norman Rockwell, 1943.

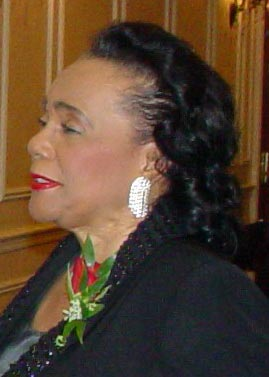
Coretta Scott King 1983
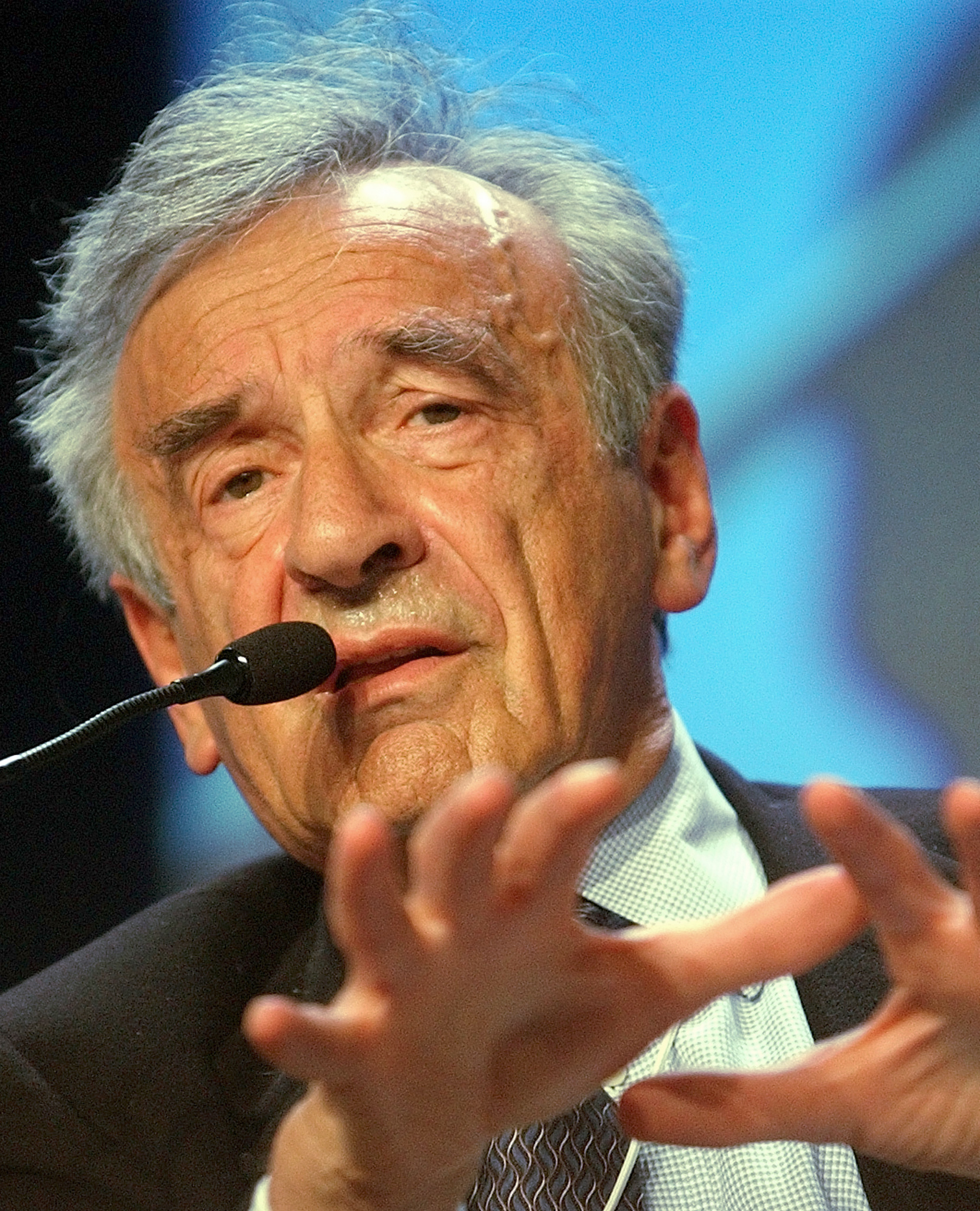
Elie Wiesel 1985
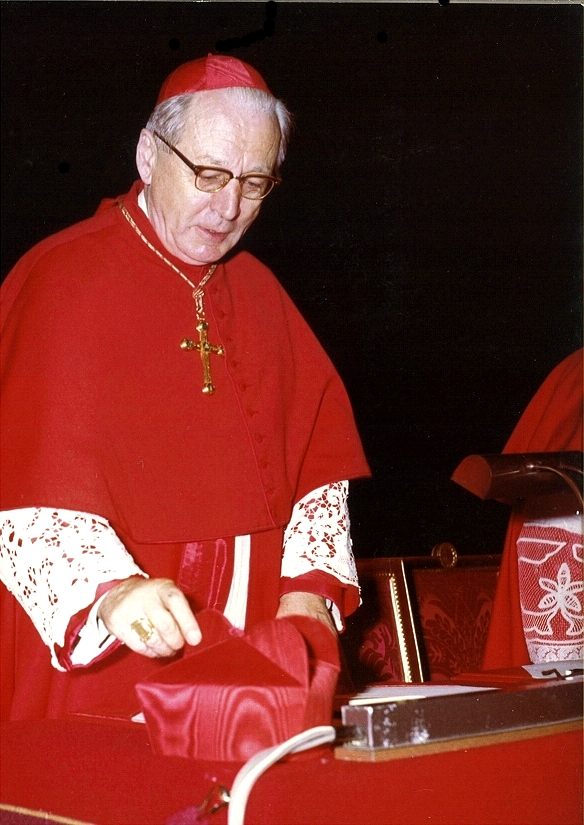
Bernardus Alfrink 1986
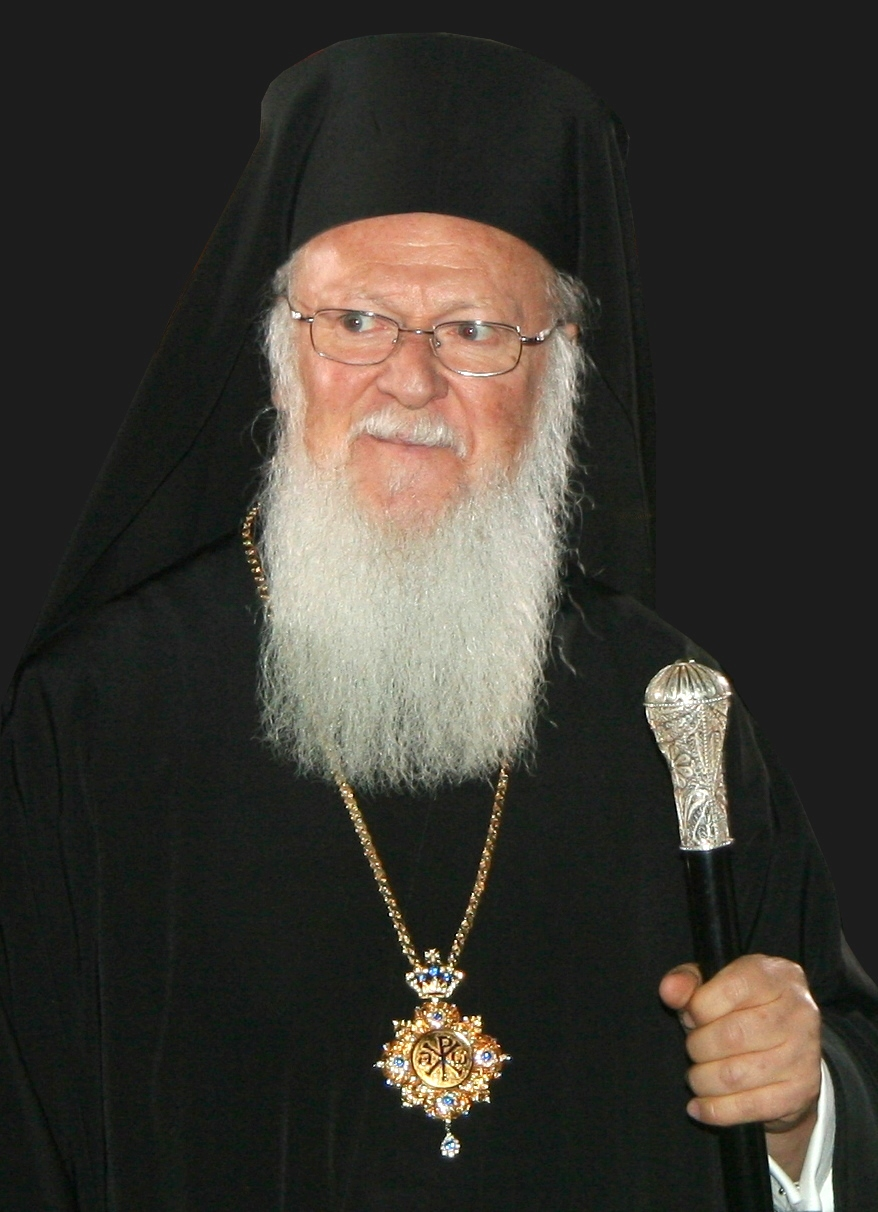
Bartholomée Ier de Constantinople 2012

La deuxième est la liberté pour chaque personne de pratiquer sa religion à sa façon — partout dans le monde.
Roosevelt, 6 janvier 1941
| Année | Middelbourg                                                              | Année | Hyde Park                                                |
| ----- | ------------------------------------------------------------------------ | ----- | -------------------------------------------------------- |
| 1982  | Willem Visser 't Hooft                                                   | 1983  | Coretta Scott King                                       |
| 1984  | Werner Leich (en) et Christiann F. Beyers Naudé                          | 1985  | Elie Wiesel                                              |
| 1986  | Bernardus Alfrink                                                        | 1987  | Leon Sullivan                                            |
| 1988  | Teddy Kollek                                                             | 1989  | Raphael Lemkin (posthume) et l'American Jewish Committee |
| 1990  | László Tőkés                                                             | 1991  | Paul Moore, Jr. (en)                                     |
| 1992  | Terry Waite (en)                                                         | 1993  | Theodore Hesburgh, Congrégation de Sainte-Croix          |
| 1994  | Gerhart Riegner                                                          | 1995  | Andrew Young                                             |
| 1996  | Lord Runcie                                                              | 1997  | William H. Gray (en)                                     |
| 1998  | Desmond Tutu                                                             | 1999  | Lindy Boggs                                              |
| 2000  | Cicely Saunders                                                          | 2001  | Johnnie Carr (en)                                        |
| 2002  | Nasr Abu Zayd                                                            | 2003  | Robert Drinan                                            |
| 2004  | Sari Nusseibeh                                                           | 2005  | Cornel West                                              |
| 2006  | Communauté de Taizé                                                      | 2007  | Peter J. Gomes (en)                                      |
| 2008  | Karen Armstrong                                                          | 2009  | Eboo Patel (en)                                          |
| 2010  | Asma Jahangir                                                            | 2011  | Barry W. Lynn (en)                                       |
| 2012  | Bartholomée Ier de Constantinople                                        | 2013  | Simone Campbell                                          |
| 2014  | Hassan ben Talal de Jordanie                                             | 2015  | William J. Barber II                                     |
| 2016  | Dieudonné Nzapalainga, Omar Kobine Layama et Nicolas Guérékoyame-Gbangou | 2017  | Steve Stone et Bashar A. Shala                           |
| 2018  | Paride Taban                                                             | 2019  | Krista Tippett                                           |
| 2020  | Religions for Peace                                                      | 2021  | Raphael Warnock                                          |
| 2022  | Lian Gogali (id)                                                         | 2023  |                                                          |

- Coretta Scott King
1983
- Elie Wiesel
1985
- Bernardus Alfrink
1986
- Bartholomée Ier de Constantinople
2012

### Liberté d'être à l'abri du besoin

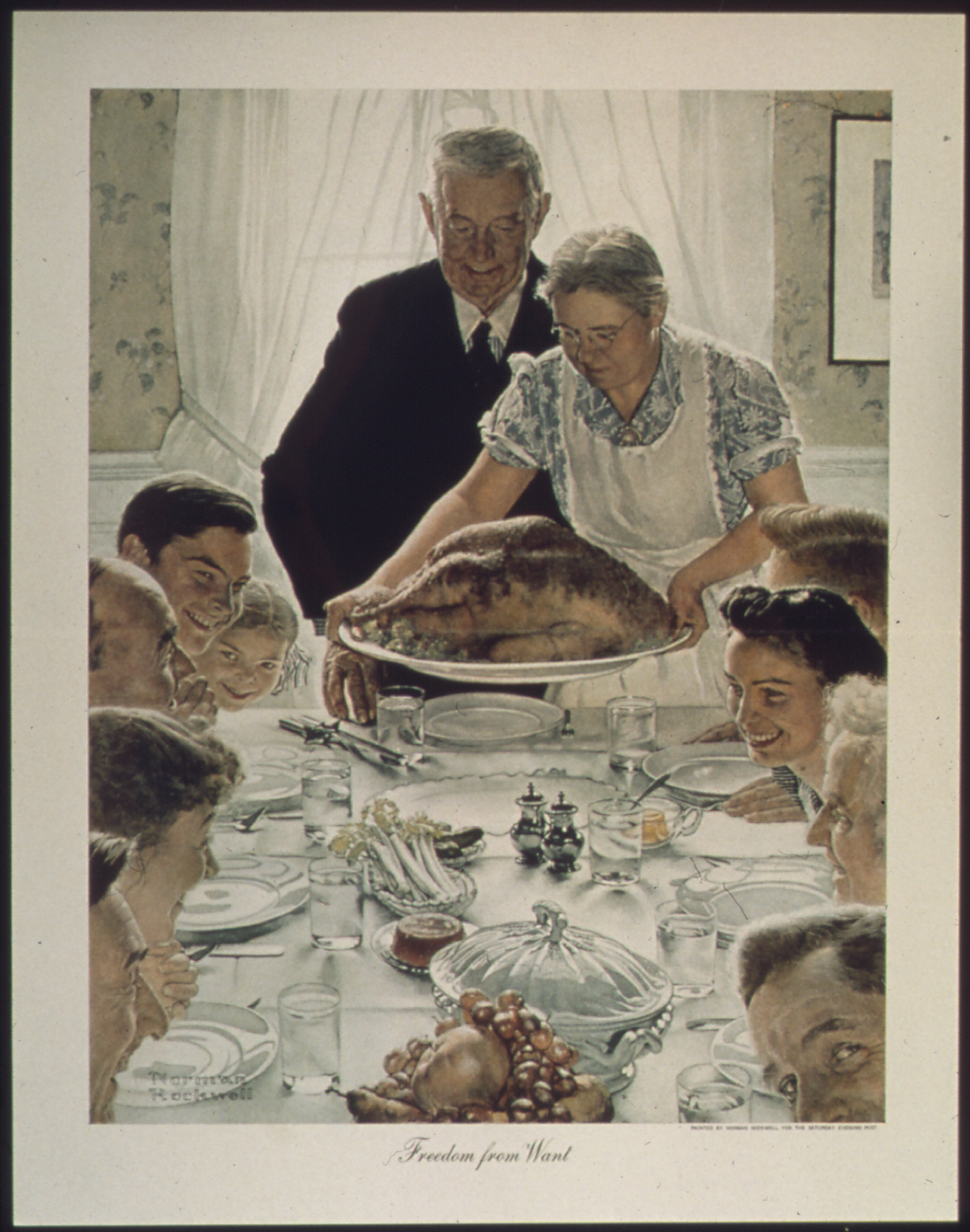
À l'Abri du besoin tableau de Norman Rockwell, 1943

La troisième est la liberté d'être à l'abri du besoin — ce qui, traduit en termes mondiaux, signifie des relations économiques qui garantissent à chaque nation une vie paisible et prospère pour ses habitants — partout dans le monde.

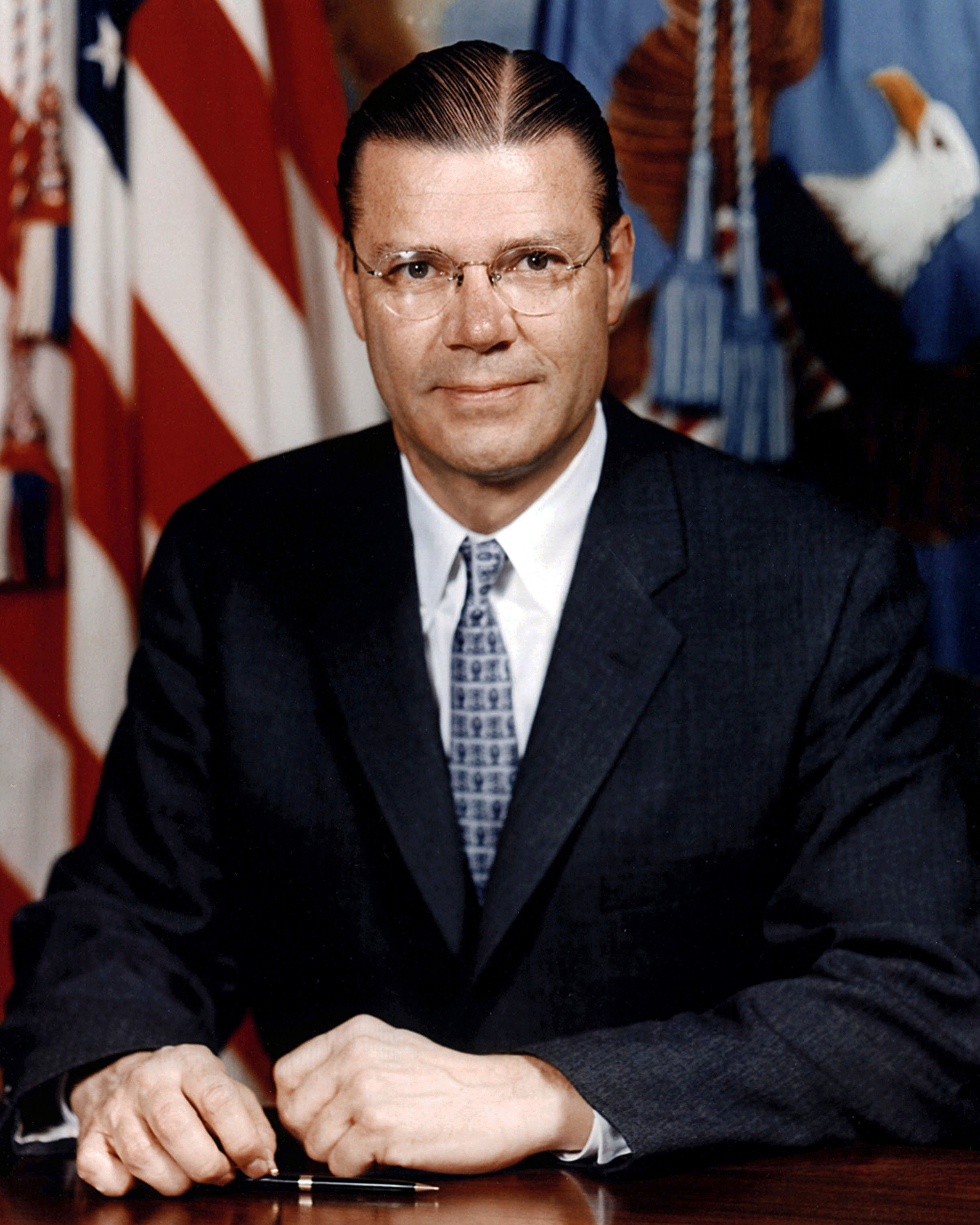
Robert McNamara 1983
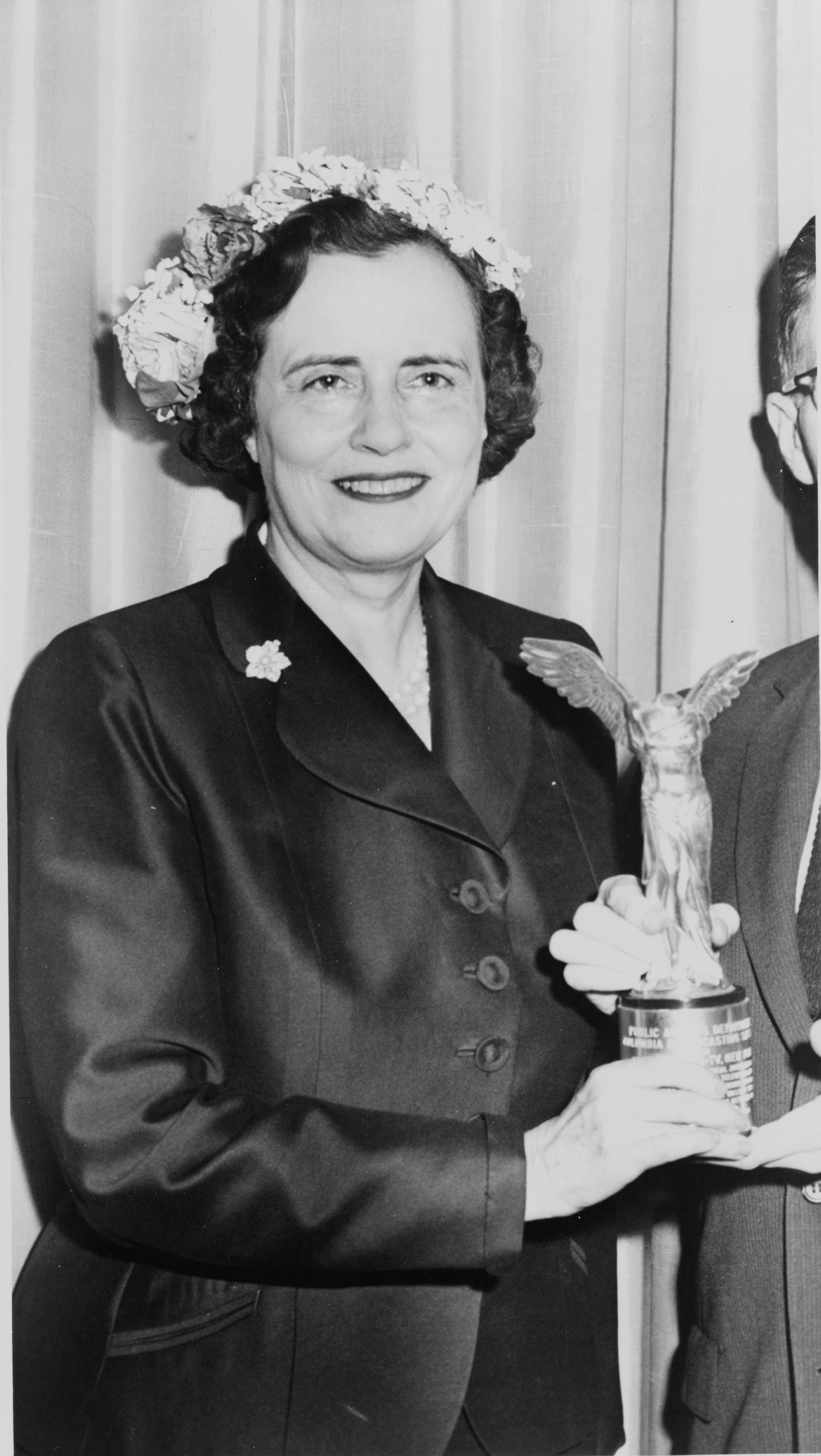
Mary Lasker 1987
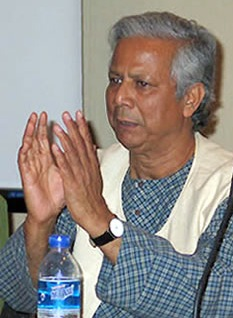
Muhammad Yunus 2006
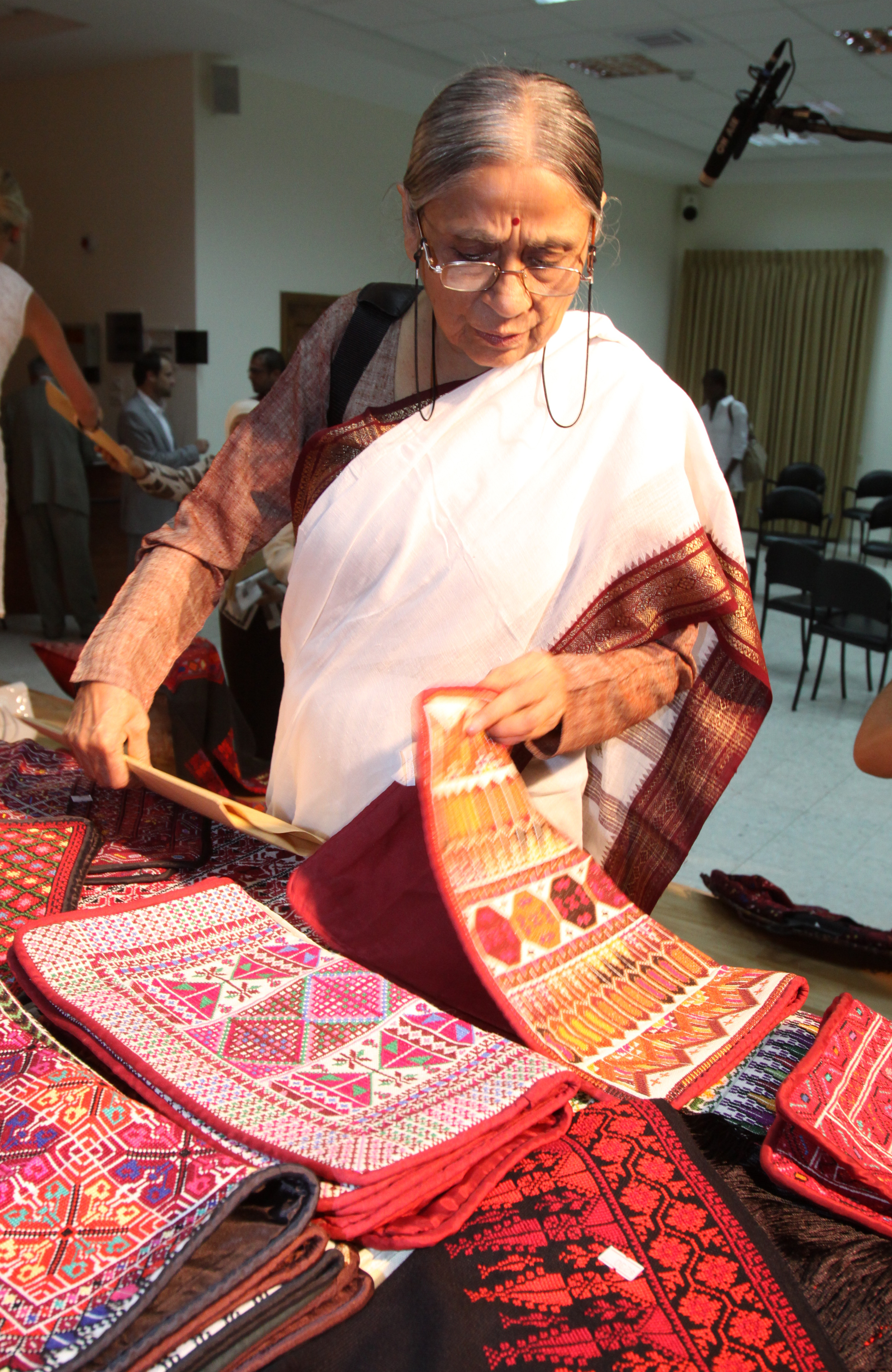
Ela Bhatt 2012

Roosevelt, 6 janvier 1941
| Année | Middelbourg                  | Année | Hyde Park                                 |
| ----- | ---------------------------- | ----- | ----------------------------------------- |
| 1982  | Johan Witteveen              | 1983  | Robert McNamara                           |
| 1984  | Liv Ullmann                  | 1985  | John Kenneth Galbraith                    |
| 1986  | F. Bradford Morse (en)       | 1987  | Mary Lasker                               |
| 1988  | Halfdan T. Mahler            | 1989  | Dorothy Height                            |
| 1990  | Emile van Lennep             | 1991  | Paul Newman et Joanne Woodward            |
| 1992  | Jan Tinbergen                | 1993  | Eunice Kennedy Shriver et Sargent Shriver |
| 1994  | Sadako Ogata                 | 1995  | Lane Kirkland                             |
| 1996  | Médecins sans frontières     | 1997  | Mark O. Hatfield                          |
| 1998  | Stéphane Hessel              | 1999  | George McGovern                           |
| 2000  | Monkombu Swaminathan         | 2001  | March of Dimes                            |
| 2002  | Gro Harlem Brundtland        | 2003  | Dolores Huerta                            |
| 2004  | Marguerite Barankitse        | 2005  | Marsha J. Evans (en)                      |
| 2006  | Muhammad Yunus, Grameen Bank | 2007  | Barbara Ehrenreich                        |
| 2008  | Jan Egeland                  | 2009  | Vicki Escarra (en)                        |
| 2010  | Maurice Strong               | 2011  | Jacqueline Novogratz                      |
| 2012  | Ela Bhatt                    | 2013  | Coalition of Immokalee Workers            |
| 2014  | Hawa Abdi                    | 2015  | Olufunmilayo Olopade                      |
| 2016  | Denis Mukwege                | 2017  | Ai-jen Poo                                |
| 2018  | Emmanuel de Merode           | 2019  | Franklin A. Thomas                        |
| 2020  | Sander de Kramer             | 2021  | Deepak Bhargava (en)                      |
| 2022  | Nice Nailantei Leng'ete      | 2023  |                                           |

- Robert McNamara
1983
- Mary Lasker
1987
- Muhammad Yunus
2006
- Ela Bhatt
2012

### Liberté d'être à l'abri de la peur

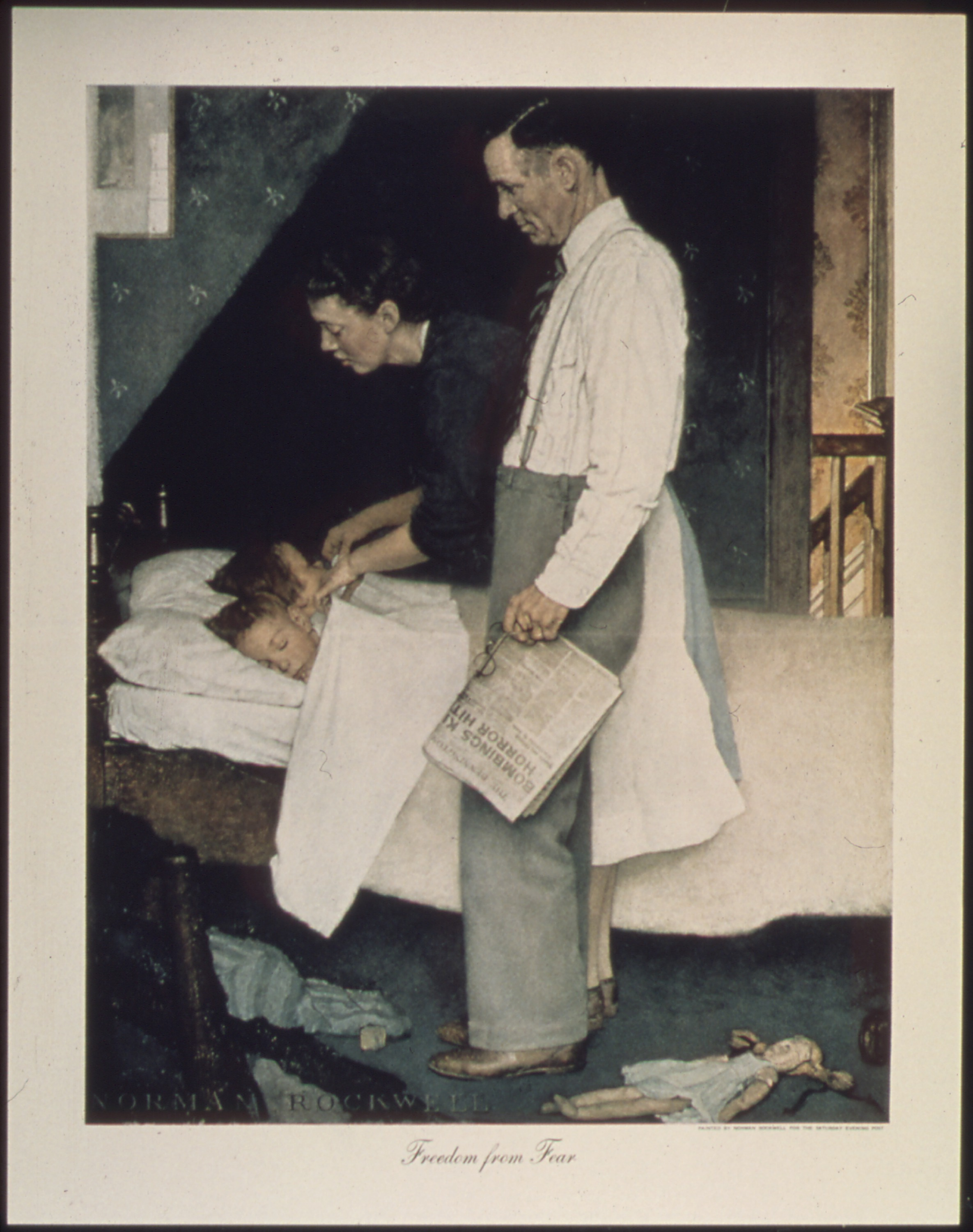
À l'Abri de la peur tableau de Norman Rockwell, 1943

La quatrième est la liberté d'être à l'abri de la peur — ce qui, traduit en termes mondiaux, signifie une réduction planétaire des armements à tel point et de façon si complète qu'aucune nation ne soit plus en position de commettre un quelconque acte d'agression physique à l'encontre d'un pays voisin — partout dans le monde.
Roosevelt, 6 janvier 1941
| Année | Middelbourg                        | Année | Hyde Park |
| ----- | ---------------------------------- | ----- | --- |
| 1982  | J. Herman van Roijen (en)          | 1983  | Jacob K. Javits |
| 1984  | Brian Urquhart                     | 1985  | Isidor Rabi |
| 1986  | Olof Palme (à titre posthume)      | 1987  | George Kennan |
| 1988  | Armand Hammer                      | 1989  | J. William Fulbright |
| 1990  | Simon Wiesenthal                   | 1991  | Mike Mansfield |
| 1992  | Lord Carrington                    | 1993  | George Ball |
| 1994  | Zdravko Grebo                      | 1995  | Elliot Richardson |
| 1996  | Shimon Peres                       | 1997  | Daniel Inouye |
| 1998  | Craig Kielburger (en)              | 1999  | Robert O. Muller (en) |
| 2000  | Louise Arbour                      | 2001  | Vétérans de la seconde Guerre Mondiale représentés par - Richard Winters (U.S. Army) - Robert Eugene Bush (en) (U.S. Navy) - William T. Ketcham (en) (U.S. Marine Corps) - Lee A. Archer, Jr. (en) (U.S. Air Force) - Ellen Buckley (en) (U.S. Army Nurse Corps) |
| 2002  | Ernesto Zedillo                    | 2003  | Robert Byrd |
| 2004  | Max Kohnstamm (en)                 | 2005  | Lee H. Hamilton (en) et Thomas Kean |
| 2006  | Aung San Suu Kyi                   | 2007  | Brent Scowcroft |
| 2008  | Willemijn Verloop (en) - War Child | 2009  | Pasquale J. D'Amuro |
| 2010  | Gareth Evans                       | 2011  | Bryan Stevenson |
| 2012  | Hussein Chahristani                | 2013  | Ameena Matthews (en) |
| 2014  | Malala Yousafzai                   | 2015  | The Nation |
| 2016  | Human Rights Watch                 | 2017  | Cristina Jiménez Moreta |
| 2018  | Urmila Chaudhary                   | 2019  | Gun control after the Sandy Hook Elementary School shooting |
| 2020  | Leoluca Orlando                    | 2021  | Activistes des droits des travailleurs pour le Fonds des travailleurs exclus |
| 2022  | ÜniKuir                            | 2023  | |

|  |  |  |  |

### Prix spéciaux
| 1984 | Simone Veil (Prix du Centenaire) | 2002 | William vanden Heuvel (en) | 2005 | BBC World Service   |
| 1990 | Mikhaïl Gorbatchev               | 2003 | Arthur Schlesinger Jr.     | 2005 | Mary Churchill      |
| 1995 | Jonas Salk                       | 2004 | Anton Rupert               | 2006 | Mike Wallace        |
| 1995 | Ruud Lubbers                     | 2004 | Bob Dole                   | 2008 | Forrest Church (en) |

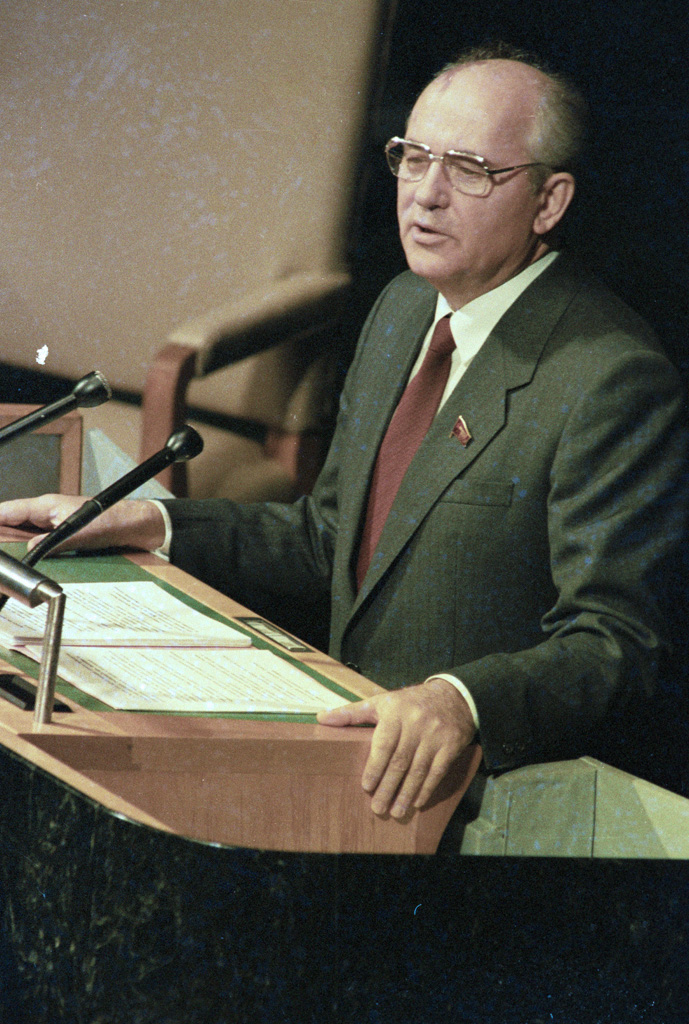
Mikhaïl Gorbatchev 1990
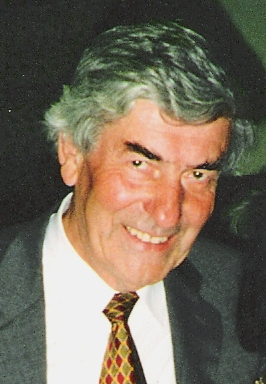
Ruud Lubbers 1995
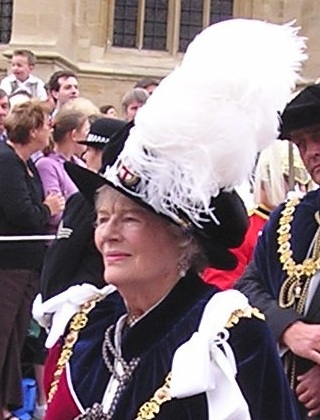
Mary Churchill 2005
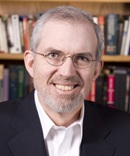
Forrest Church (en) 2008